# Abdul Rahman bin Hamad Al Attiyah
Abdul Rahman bin Hamad Al Attiyah (en árabe: عبدالرحمن بن حمد العطية‎; nacido en 1950) es un diplomático catarí, que se desempeñó como Secretario General del Consejo de Cooperación para los Estados Árabes del Golfo (CCEAG) entre 2002 y 2011. Previamente ocupó diversos cargos diplomáticos representando a Catar.

## Biografía

### Primeros años
Attiyah nació en 1950. Recibió una licenciatura en Ciencias Políticas y de geografía de la Universidad de Miami.

### Carrera
Attiyah comenzó su carrera en 1972, uniéndose al ministro de asuntos exteriores catarí. De 1974 a 1981, se desempeñó como cónsul general de Catar en Ginebra, como así también embajador y representante permanente ante la Oficina de la Organización de las Naciones Unidas en Ginebra. También se desempeñó como representante permanente de Catar ante la Organización para la Agricultura y la Alimentación (FAO) en Roma.
De 1981 a 1984 fue embajador de Catar en el Reino de Arabia Saudita. Se desempeñó simultáneamente como embajador no residente de Catar para la República de Yibuti. De 1984 a 1990, se desempeñó como representante permanente de Catar ante la UNESCO. De 1984 a 1992 se desempeñó como embajador de Catar en Francia. Entre 1998 y 2002 fue subsecretario del Ministerio de Asuntos Exteriores.
Attiyah también se desempeñó como secretario general del CCEAG. Fue nombrado para el cargo el 1 de abril de 2002. Fue sucedido por Abdullatif bin Rashid Al Zayani en el puesto el 1 de abril de 2011.
Después de su permanencia en el CCEAG, el gobierno de Catar anunició su intención de nominar a Attiyah como secretario general de la Liga Árabe.